# Lisa Who

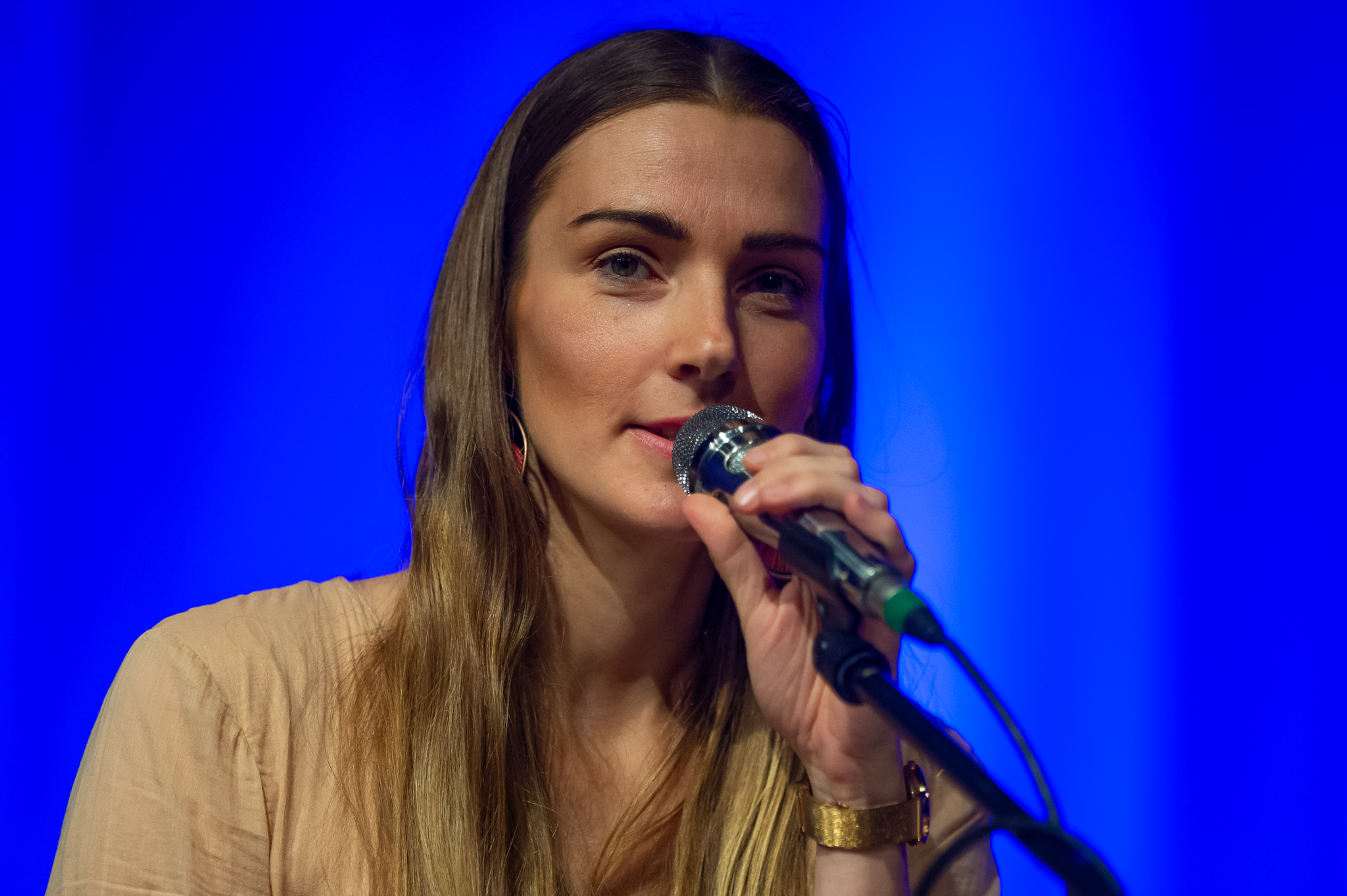
Lisa Who (2019)

Lisa Who (* 15. Oktober 1985 als Lisa Nicklisch in Berlin) ist eine deutsche Singer-Songwriterin und Keyboarderin. Als Solokünstlerin ist sie dem Psychedelic Pop zuzurechnen.

## Leben

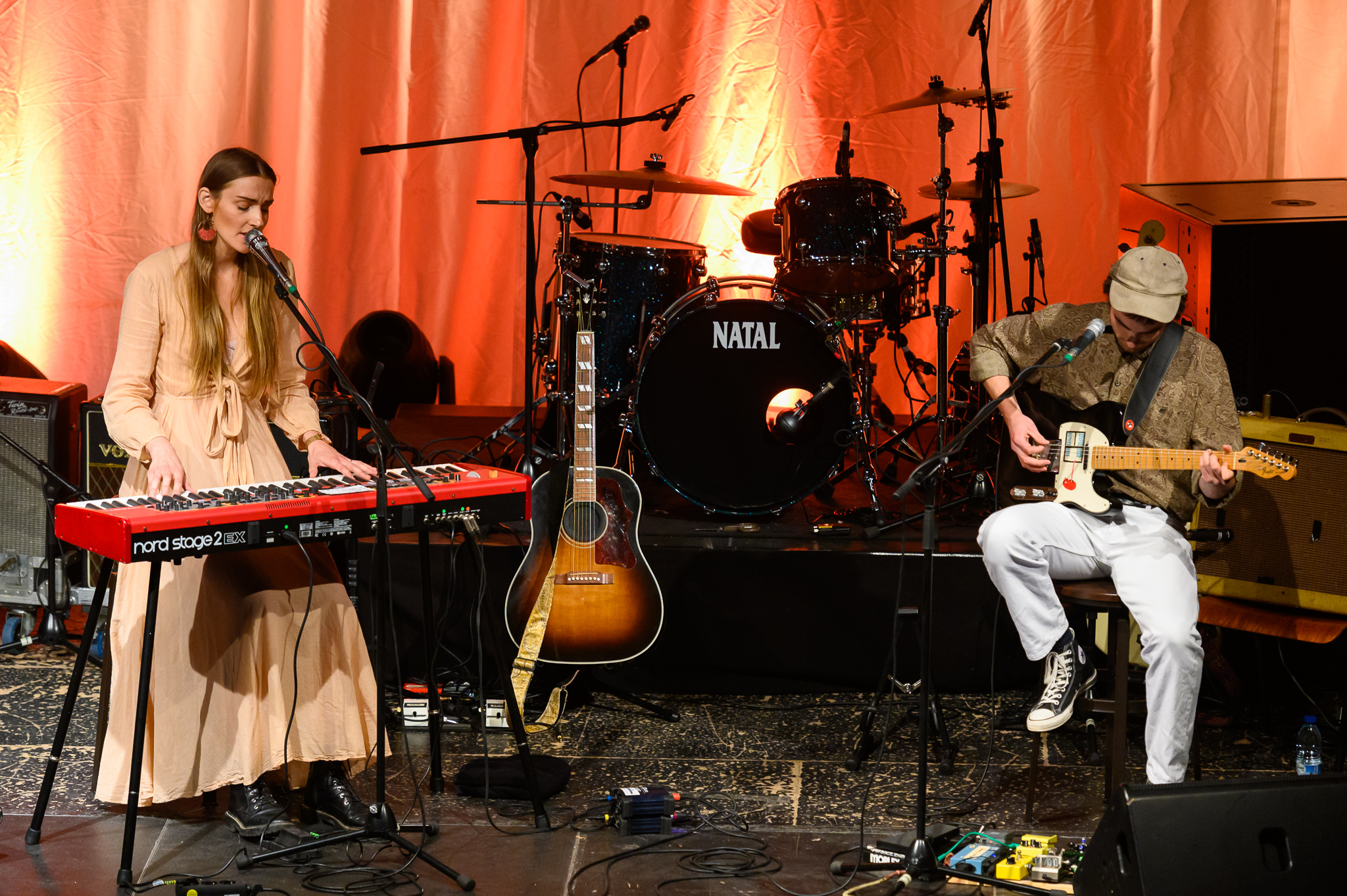
Lisa Who im Löwensaal Nürnberg (2019)

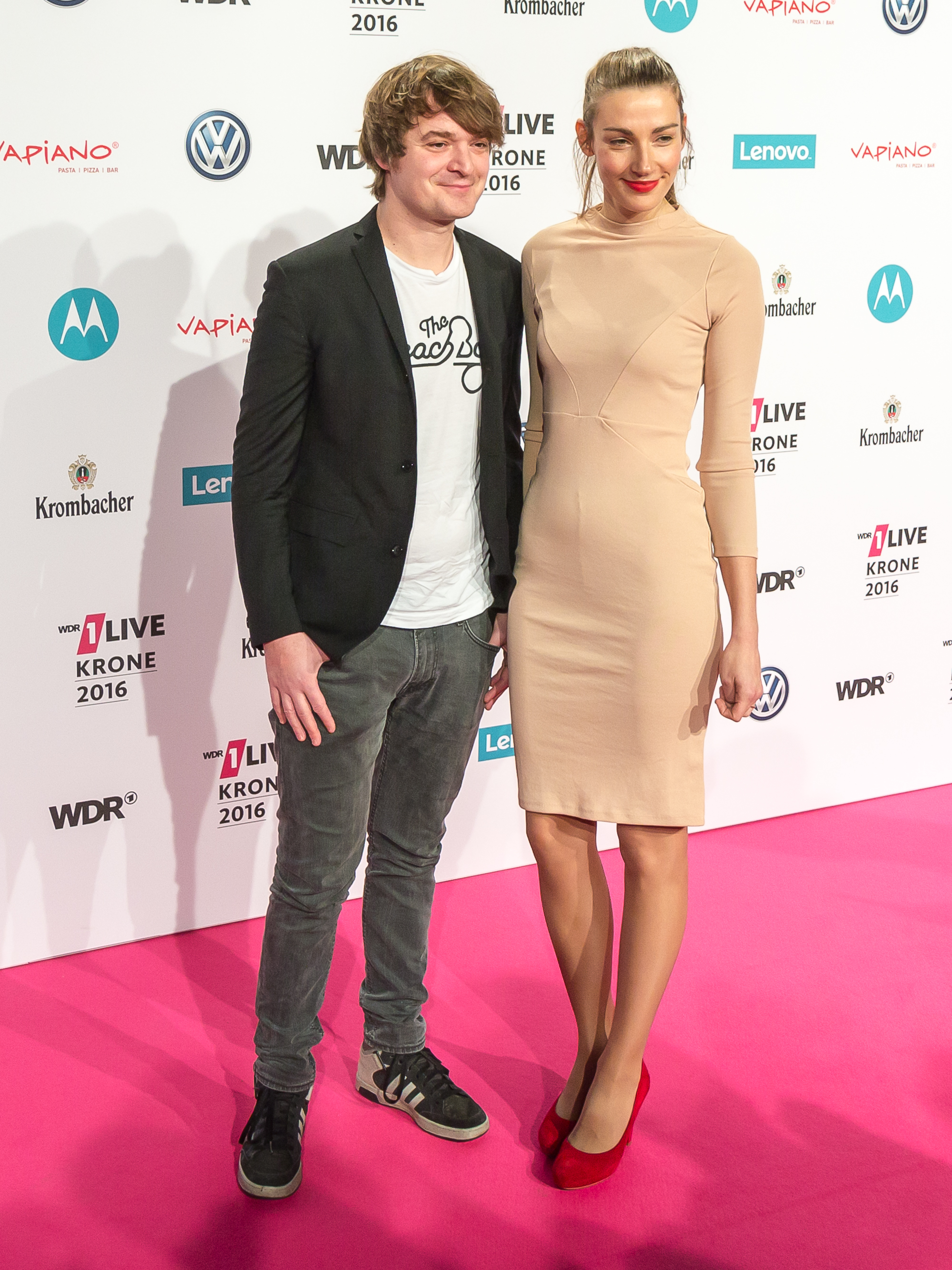
Lisa Who mit Sebastian Madsen bei der 1LIVE Krone 2016

Lisa Who ist die Tochter eines Musikers. In ihrer Kindheit erhielt sie Unterricht an Keyboard, Gitarre und Klavier, den sie jedoch, nach eigener Aussage, immer wieder erfolgreich abbrach. Im Alter von 15 Jahren nahm sie auf eigenen Wunsch Gesangsunterricht und begann eigene Texte und Gedichte zu schreiben. Dadurch erwachte auch ihr Interesse an der Instrumentalausbildung erneut, die sie nun jedoch weitgehend autodidaktisch vorantrieb. Eine universitäre musikalische Ausbildung absolvierte sie nicht, nahm später jedoch am Popkurs teil, dem Kontaktstudiengang Popularmusik an der Hochschule für Musik und Theater Hamburg.
Als Sängerin trat Lisa Who erstmalig 2006 mit der Jazz-Band 2Loud4Jazz in Erscheinung, 2010 dann bei der Berliner Pop-Punk-/Electroclash-Band The T.C.H.I.K. Seit März 2010 unterstützt sie die Indie-Rock-Band Madsen als Tourmusikerin bei Konzerten am Keyboard. Ihren Einstand als Live-Organistin gab sie vor der Veröffentlichung des Albums Labyrinth bei einem Pressekonzert im Berliner Club NBI. Neben ihrem Beitrag am Keyboard bereichert sie die Auftritte durch ihren Backgroundgesang.
Nachdem sie schon 2012 die EP Wer? als Lisa Who veröffentlicht hatte, startete sie 2014 ihre Solokarriere und machte mit dem Song Auf Federn auf sich aufmerksam. Die Wahl ihres Künstlernamens erklärte sie damit, viele Konzertbesucher hätten die Nennung ihres bürgerlichen Namens zunächst mit Lisa – wer? kommentiert. Bisher lässt sie sich nicht von einer festen Band begleiten, sondern stützt sich auf einen wechselnden Kreis ihr bekannter Musiker. Sowohl auf der Bühne, als auch im Studio wird sie von Sebastian Madsen unterstützt, der auch privat ihr Partner ist. Ihr Debütalbum Sehnsucht wurde im Frühjahr 2017 veröffentlicht. Die für den Herbst geplante Tour musste kurzfristig abgesagt werden. Bei deren Pearl Tour 2019 begleitete sie Heather Nova als Tour Support. Crowdfunding ermöglichte im Mai 2021 das Erscheinen ihres zweiten Studioalbums Ein neuer Beginn. Es wurde von Tobias Siebert produziert und teilweise in dessen Radio Buellebrueck Studio aufgezeichnet.
Sie lebt in Berlin-Wedding.

## Diskografie

### Alben
- 2017: Sehnsucht
- 2021: Ein neuer Beginn

### EPs
- 2012: Wer?